# Льюис, Мел
Мел Лью́ис (англ. Mel Lewis, настоящее имя — Ме́лвин Со́колофф (англ. Melvin Sokoloff); 1929—1990) — американский джазовый музыкант, барабанщик, руководитель джазового оркестра.

## Биография

### Ранние годы
Родился 10 мая 1929 года в Буффало, штат Нью-Йорк, в семье еврейских иммигрантов из Российской империи Сэмюэла и Милдред Соколофф. Впервые сел за барабаны в пять лет, подражая отцу, который был исполнителем на ударных в местных оркестрах, в оркестре театра Палас. Профессиональным музыкантом стал в подростковом возрасте, играл в биг-бэндах Бойда Рэйбёрна (1948), Альберта Рэя (1949), Рэя Энтони (1950, 1954), Тэкса Бенеке (1950, 1953), сотрудничал с Джерри Маллиганом, Диззи Гиллеспи и др. В 1962 году с оркестром Бенни Гудмена гастролировал в СССР. Наконец, в 1954-м присоединился к оркестру Стэна Кентона.

### Карьера в «Thad Jones / Mel Lewis Orchestra»
В 1965 году в Нью-Йорке вместе с трубачом Тэдом Джонсом организовал биг-бэнд «Thad Jones / Mel Lewis Orchestra». Поначалу группа выступала с неформальными джем-сейшенами, но затем стала давать по понедельникам ночные концерты в знаменитом нью-йоркском клубе «Village Vanguard».  Благодаря композиторскому дару Джонса и великолепно подобранным музыкантам коллектив вскоре выдвинулся в число ведущих джазовых оркестров США. В 1972 году биг-бэнд гастролировал в СССР.
В 1978 году Тэд Джонс покинул оркестр и переехал в Данию. Льюис был вынужден руководить бэндом самостоятельно. Оркестр сменил название на «Mel Lewis and Jazz Orchestra». Для удержания коллектива Льюис пригласил в качестве аранжировщика Боба Брукмайера. За своё творчество группа 14 раз удостаивалась номинации на премию «Грэмми», а в 1979-м за альбом «Live in Munich» наконец-то получила желанную награду. Льюис до самой смерти продолжал руководить оркестром, делал записи, по понедельникам давал ночные концерты в «Village Vanguard».
В 1988 году у музыканта диагностировали меланому. Вначале её обнаружили на руке, но вскоре болезнь распространилась на лёгкие, поразила мозг. Лечение не принесло положительных результатов. Мел Льюис скончался 2 февраля 1990 года в возрасте 60 лет в больнице Кабрини на Манхэттэне. А его бэнд до сих пор выступает по понедельникам в «Village Vanguard», выпустил несколько альбомов, только известен теперь как «The Vanguard Jazz Orchestra».

## Избранная дискография
- Got’Cha (1956, с Рикки Камукой[англ.] и Пеппером Адамсом[англ.]).
- Mel Lewis Sextet (1957, с Чарли Мариано[англ.] и Марти Пейчем).
- Presenting Thad Jones / Mel Lewis & The Jazz Orchestra (1966).
- Thad Jones Live at the Village Vanguard (1967).
- The Big Band Sound of Thad Jones / Mel Lewis (1968).
- Thad Jones & Mel Lewis Featuring Miss Ruth Brown (1969).
- Monday Night (1969).
- Central Park North (1969).
- Consummation (1970).
- Suite for Pops (1972).
- Potpourri (1974).
- Live in Munich (1976).
- Thad Jones and the Mel Lewis Quartet (1977).
- Live at the Village Vanguard (1980).
- Mel Lewis Plays Herbie Hancock: Live in Montreux (1980).
- The Lost Art (1983).
- 20 Years at the Village Vanguard (1985).
- The Definitive that Jones - vol. 1 & 2 (1988, с Джо Ловано[англ.]).
- The Complete Solid State Recordings of the Thad Jones / Mel Lewis Orchestra 1966—1970. 5 CDs (1994).